# Aziliz Divoux
Aziliz Divoux (Affligem, 3 januari 1995) is een Belgisch-Frans volleybalster.

## Levensloop
Divoux werd geboren als kind van een Belgische moeder en een Bretoense vader. Hierdoor heeft ze de dubbele nationaliteit. Tijdens haar jeugd was ze actief bij Volley Kruikenburg Ternat. Deze club verliet ze in 2020-'11 om te gaan studeren aan de Topsportschool Vilvoorde. Vervolgens ging ze aan de slag bij VDK Gent. Met deze club werd ze in 2012-'13 landskampioen en won ze in 2013-'14 de Supercup.
In 2015 verliet ze deze club om aan te sluiten bij het Franse Stade Français Paris St. Cloud en vervolgens ASPTT Mulhouse VB, waarmee ze in 2017-'18 de Supercup won. Vanaf 2018 verdedigde Divoux de kleuren van het Duitse Ladies in Black Aachen, hierop aansluitend keerde ze terug naar de Franse competitie, alwaar ze aansloot bij VC Marcq-en-Barœul. Sinds 2022 komt ze opnieuw uit voor VDK Gent, waarmee ze in 2022-'23 en 2023-'24 de Supercup won.